# Cosmorhoe pustulata
Cosmorhoe pustulata là một loài bướm đêm trong họ Geometridae.